# Certifierad stålbyggnadskonstruktör

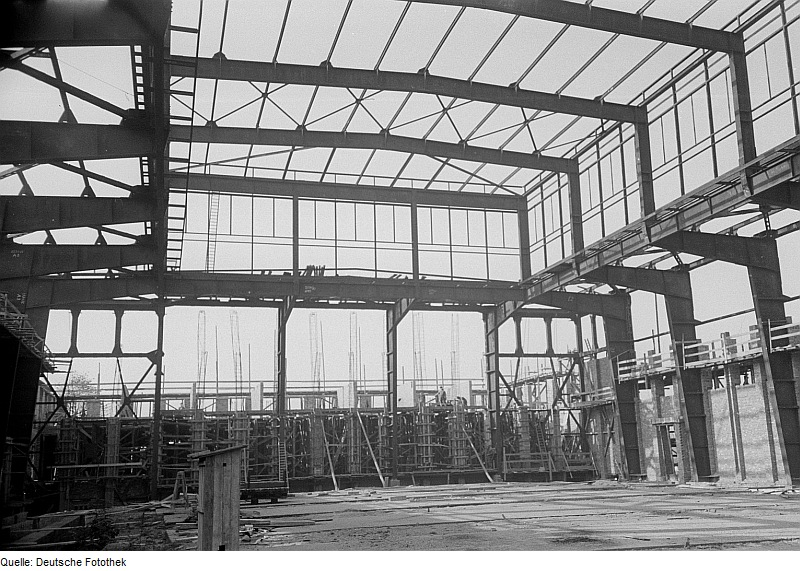
En stålstomme

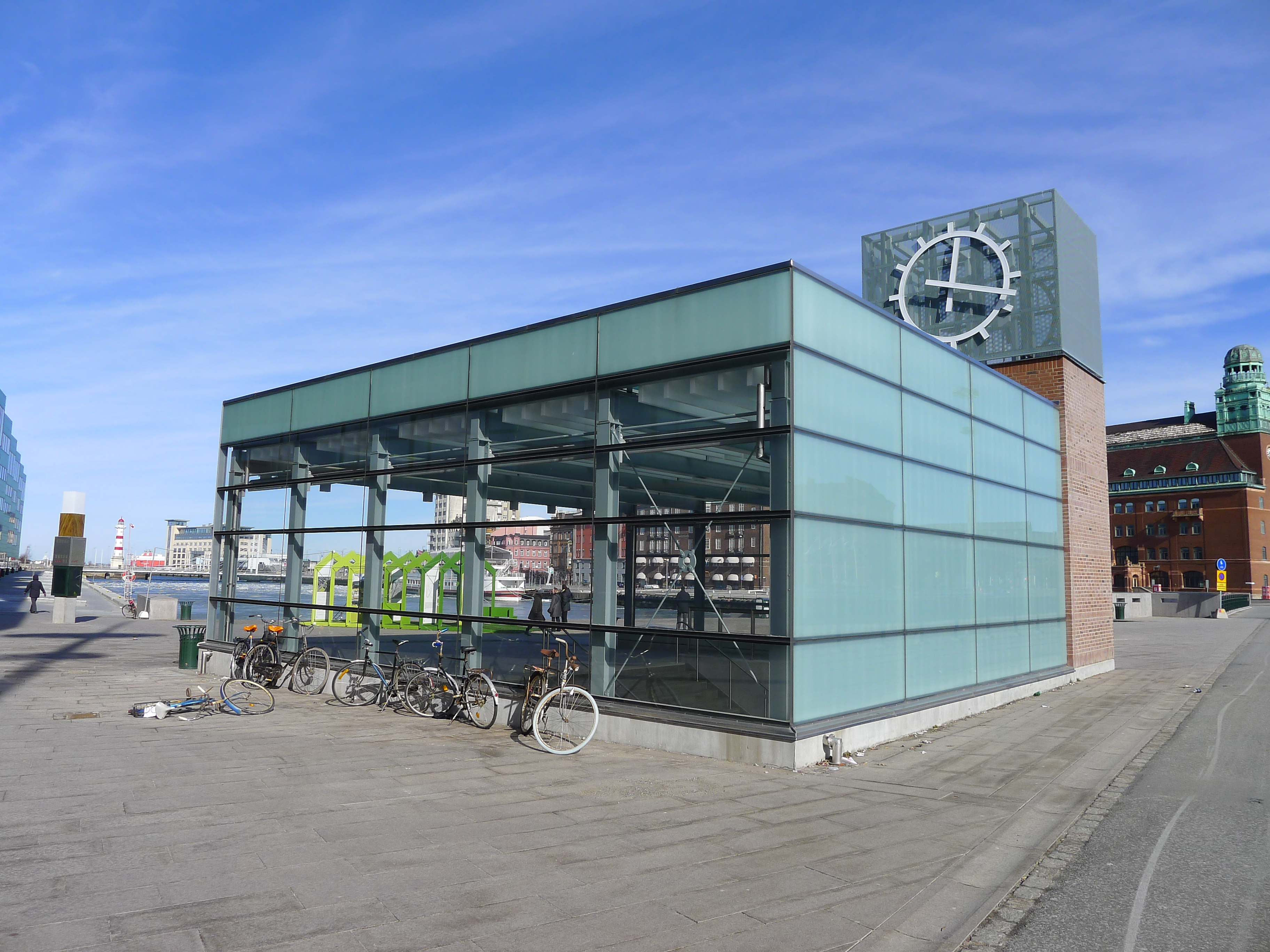
En byggnad med stålstomme.

Certifierad stålbyggnadskonstruktör (CSK) är ett frivilligt system för certifiering av stålbyggnadskonstruktörer i Sverige som Stålbyggnadsinstitutet tagit initiativ till, men som Nordcert fungerar som fristående certifieringsorgan för. Stålbyggnadsinstitutet har ett kurspaket benämnt stålbyggnadsprojektering av byggnadsverk av normal art (SBP-N) vars innehåll matchar en del av de formella kraven för certifiering.
Det som sägs om vad som krävs av en person som utför projektering i EKS är att en konstruktion ska projekteras och utföras av kompetent personal på ett fackmässigt sätt. Men vad som avses med kompetens framgår inte, varför det är svårt att veta kravet innebär och om någon uppfyller kravet, någon som förenklas av ett system med certifiering. Ett motsvarande frivilligt system för certifiering finns i Storbritannien där det hanteras av Institution of Structural Engineers. I Finland ställer staten tydliga kompetenskrav och ett certifieringssystem för som svara mot kraven hanteras av Finska stålbyggnadsinstitutet TRY. I Singapore där det förhåller sig på motsvarande sätt, och där också Eurokoderna används, anordnar Singapore Structural Steel Society certifieringskurser för certifiering av Structural Steel Engineer (StEr).